# Slancy
Slancy (rusky Сланцы) jsou město v Leningradské oblasti v Ruské federaci. Při sčítání lidu v roce 2010 mělo přes třiatřicet tisíc obyvatel.

## Poloha
Slancy leží na pravém břehu Pljusy v povodí Narvy. Od Petrohradu, správního střediska oblasti, jsou vzdáleny přibližně 190 kilometrů jihozápadně.

## Dějiny
V letech 1926 až 1927 došlo v oblasti mezi tokem Pljusy a Lugy k nálezu ropných břidlic. Dne 9. dubna 1930 začala pokusná těžba a tento den byl následně určen za den založení Slanců, přestože skutečná výstavba začala až v roce 1932 a v oblasti již dávno byly starší vesnice, Nikolščina a Rudňa. Ty byly v roce 1934 sloučeny do sídla městského typu, které bylo pojmenováno Slancy.
Za druhé světové války byly Slancy od července 1941 do února 1944 obsazeno německou armádou.
Městem jsou Slancy od roku 1949.

### Rodáci
- Alexej Vladimirovič Dmitrik (* 1984), atlet
- Larisa Alexandrovna Pelešenková (* 1964), atletka